# Blake Griffin
Blake Austin Griffin (Oklahoma City, 16 maart 1989) is een Amerikaans voormalig basketballer.

## Carrière
Griffin speelde van 2007 tot 2009 collegebasketbal voor de Oklahoma Sooners. In de NBA draft van 2009 werd hij als eerste gekozen door de Los Angeles Clippers. Door een blessure miste hij een volledig seizoen. Hij speelde daarna zeven seizoenen en een half voor de Clippers. In zijn eerste seizoen werd hij uitgeroepen tot NBA Rookie of the Year en NBA All-Rookie First Team daarnaast won hij ook de Slam Dunk Contest tijdens het NBA All-Star Weekend. De volgende seizoen werd Griffin een van de beste spelers en werd zes keer NBA All-Star, werd drie keer verkozen tot All-NBA Second Team en twee keer tot All-NBA Third Team.
In januari 2018 werd hij samen met Brice Johnson en Willie Reed geruild naar de Detroit Pistons voor Avery Bradley, Tobias Harris, Boban Marjanović en twee draftpicks. In maart 2021 werd zijn contract door de Pistons ontbonden, hij tekende daarop een contract bij de Brooklyn Nets dat aan het einde van het seizoen met een jaar verlengd werd. In oktober 2022 tekende hij een contract bij de Boston Celtics waar hij een seizoen speelde. In april 2024 kondigde Griffin zijn pensioen als basketballer aan.

## Privéleven
Zijn broer Taylor Griffin speelde in het seizoen 2010/11 bij Liège Basket.

## Erelijst
- NBA All-Star: 2011, 2012, 2013, 2014, 2015, 2019
- All-NBA Second Team: 2012, 2013, 2014
- All-NBA Third Team: 2015, 2019
- NBA Rookie of the Year: 2011
- NBA All-Rookie First Team: 2011
- NBA Slam Dunk Contest: 2011
- Nummer 23 teruggetrokken door de Oklahoma Sooners

## Statistieken

### Reguliere Seizoen
| Seizoen      | Team                 | WG  | WS  | MPW  | 2P%  | 3P%  | FW%  | RPW  | APW | SPW | BPW | PPW  |
| ------------ | -------------------- | --- | --- | ---- | ---- | ---- | ---- | ---- | --- | --- | --- | ---- |
| 2010/11      | Los Angeles Clippers | 82  | 82  | 38,0 | 50,6 | 29,2 | 64,2 | 12,1 | 3,8 | 0,8 | 0,5 | 22,5 |
| 2011/12      | Los Angeles Clippers | 66  | 66  | 36,3 | 54,9 | 12,5 | 52,1 | 10,9 | 3,2 | 0,8 | 0,7 | 20,7 |
| 2012/13      | Los Angeles Clippers | 80  | 80  | 32,5 | 53,8 | 17,9 | 66,0 | 8,3  | 3,7 | 1,2 | 0,6 | 18,0 |
| 2013/14      | Los Angeles Clippers | 80  | 80  | 36,1 | 52,8 | 27,3 | 71,5 | 9,5  | 3,9 | 1,2 | 0,6 | 24,1 |
| 2014/15      | Los Angeles Clippers | 67  | 67  | 35,2 | 50,2 | 40,0 | 72,8 | 7,6  | 5,3 | 0,9 | 0,5 | 21,9 |
| 2015/16      | Los Angeles Clippers | 35  | 35  | 33,4 | 49,9 | 33,3 | 72,7 | 8,4  | 4,9 | 0,8 | 0,5 | 21,4 |
| 2016/17      | Los Angeles Clippers | 61  | 61  | 34,0 | 49,3 | 33,6 | 76,0 | 8,1  | 4,9 | 1,0 | 0,4 | 21,6 |
| 2017/18      | Los Angeles Clippers | 33  | 33  | 34,5 | 44,1 | 34,2 | 78,5 | 7,9  | 5,4 | 0,9 | 0,3 | 22,6 |
| 2017/18      | Detroit Pistons      | 25  | 25  | 33,2 | 43,3 | 34,8 | 78,4 | 6,6  | 6,2 | 0,4 | 0,4 | 19,8 |
| 2018/19      | Detroit Pistons      | 75  | 75  | 35,0 | 46,3 | 36,2 | 75,3 | 7,5  | 5,4 | 0,7 | 0,4 | 24,5 |
| 2019/20      | Detroit Pistons      | 18  | 18  | 28,4 | 35,2 | 24,3 | 77,6 | 4,7  | 3,3 | 0,4 | 0,4 | 15,5 |
| 2020/21      | Detroit Pistons      | 20  | 20  | 31,3 | 36,5 | 31,5 | 71,0 | 5,2  | 3,9 | 0,7 | 0,1 | 12,3 |
| 2020/21      | Brooklyn Nets        | 26  | 10  | 21,5 | 49,2 | 38,3 | 78,2 | 4,7  | 2,4 | 0,7 | 0,5 | 10,0 |
| 2021/22      | Brooklyn Nets        | 56  | 24  | 17,1 | 42,5 | 26,2 | 72,4 | 4,1  | 1,9 | 0,5 | 0,3 | 6,4  |
| 2022/23      | Boston Celtics       | 41  | 16  | 13,9 | 48,5 | 34,8 | 65,6 | 3,8  | 1,5 | 0,3 | 0,2 | 4,1  |
| Carrière     | Carrière             | 765 | 692 | 31,9 | 49,3 | 32,8 | 69,6 | 8,0  | 4,0 | 0,8 | 0,5 | 19,0 |
| NBA All-Star | NBA All-Star         | 5   | 3   | 25,0 | 75,0 | 37,5 | 50,0 | 5,6  | 3,0 | 0,8 | 0,2 | 19,4 |

### Playoffs
| Seizoen  | Team                 | WG | WS | MPW  | 2P%  | 3P%  | FW%   | RPW  | APW | SPW | BPW | PPW  |
| -------- | -------------------- | -- | -- | ---- | ---- | ---- | ----- | ---- | --- | --- | --- | ---- |
| 2012/13  | Los Angeles Clippers | 11 | 11 | 35,7 | 50,0 | 0,0  | 63,6  | 6,9  | 2,5 | 1,8 | 0,9 | 19,1 |
| 2013/14  | Los Angeles Clippers | 6  | 5  | 26,3 | 45,3 | 0,0  | 80,8  | 5,5  | 2,5 | 0,0 | 0,8 | 13,2 |
| 2014/15  | Los Angeles Clippers | 13 | 13 | 36,8 | 49,8 | 14,3 | 74,0  | 7,4  | 3,8 | 1,2 | 1,1 | 23,5 |
| 2015/16  | Los Angeles Clippers | 14 | 14 | 39,8 | 51,1 | 14,3 | 71,7  | 12,7 | 6,1 | 1,0 | 1,0 | 25,5 |
| 2016/17  | Los Angeles Clippers | 4  | 4  | 31,8 | 37,7 | 50,0 | 76,0  | 8,8  | 4,0 | 0,8 | 0,5 | 15,0 |
| 2017/18  | Los Angeles Clippers | 3  | 3  | 33,1 | 49,0 | 66,7 | 100,0 | 6,0  | 2,3 | 0,7 | 0,3 | 20,3 |
| 2018/19  | Detroit Pistons      | 2  | 2  | 29,0 | 46,2 | 46,2 | 100,0 | 6,0  | 6,0 | 1,0 | 0,0 | 24,5 |
| 2020/21  | Brooklyn Nets        | 12 | 12 | 26,5 | 53,2 | 38,9 | 71,4  | 5,9  | 1,8 | 0,8 | 0,5 | 9,0  |
| 2021/22  | Brooklyn Nets        | 2  | 0  | 12,5 | 28,6 | 40,0 | 100,0 | 2,0  | 2,0 | 0,5 | 0,5 | 4,0  |
| 2022/23  | Boston Celtics       | 1  | 0  | 6,0  | 0,0  | —    | —     | 2,0  | 0,0 | 0,0 | 0,0 | 0,0  |
| Carrière | Carrière             | 68 | 64 | 32,6 | 49,2 | 37,7 | 73,1  | 7,7  | 3,5 | 1,0 | 0,8 | 18,2 |